# 彩北街道
彩北街道，是中华人民共和国辽宁省本溪市溪湖区曾经下辖的一个乡镇级行政单位。2019年，撤销彩北街道，将矿材、彩西、耐火、彩宏、新立、彩新、彩北、新光、彩建9个社区划归东风街道管辖。

## 行政区划
彩北街道下辖以下地区：
彩宏社区、新光社区、彩北社区、彩建社区、彩新社区、矿材社区、彩西社区、耐火社区和新立社区。